# ISO/IEC 27000

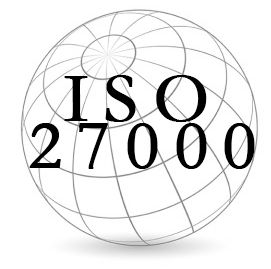
ISO/IEC 27000 icon

ISO/IEC 27000 es parte de una familia en crecimiento de estándares sobre Sistemas de Gestión de la Seguridad de la Información (SGSI) de ISO/IEC, el ISO 27000 series. ISO/IEC 27000 es un grupo de estándares internacionales titulados: Tecnología de la Información - Técnicas de Seguridad - Sistemas de Gestión de la Seguridad de la Información - Visión de conjunto y vocabulario. Tiene como fin ayudar a organizaciones de todo tipo y tamaño a implementar y operar un Sistema de Gestión de la Seguridad de la Información (SGSI).
La norma ISO/IEC 27000 fue preparada por el Comité Técnico conjunto ISO/IEC JTC 1 Tecnología de la Información, SC 27 Técnicas de Seguridad.
ISO/IEC 27000 proporciona:
- Una visión general de normas sobre Sistemas de Gestión de la Seguridad de la Información (SGSI)
- Una introducción a los Sistemas de Gestión de la Seguridad de la Información (SGSI)
- Una breve descripción del proceso para Planificar - Hacer - Verificar - Actuar (Plan - Do - Check - Act, PDCA).
- Los términos y las definiciones utilizadas en la familia de normas Sistemas de Gestión de la Seguridad de la Información (SGSI)

Esta norma internacional es aplicable a todo tipo de organizaciones desde empresas comerciales hasta organizaciones sin ánimo de lucro.

## Vista general e Introducción
El estándar describe el propósito de un Sistema de Gestión de la Seguridad de la Información (SGSI), un sistema de gestión similar a los recomendados por otras normas ISO, como ISO 9000 e ISO 14000, que se utiliza para gestionar riesgos y controlar la seguridad de la información dentro de una organización. Uno de los principios centrales de la norma ISO/IEC 27000 es proporcionar información segura.

## Glosario
La seguridad de la información, al igual que muchos temas técnicos, está desarrollando una compleja red de términos. Relativamente pocos autores se toman la molestia de definir con precisión lo que quieren decir, un enfoque que es inaceptable en el ámbito de las normas, ya que potencialmente conduce a la confusión y devalúa la evaluación formal y la certificación. Al igual que con ISO 9000 e ISO 14000 , el estándar base '000' está destinado a abordar esto ofreciendo contexto y un marco para desarrollar estándares sobre Sistemas de Gestión de la Seguridad de la Información (SGSI).
Los términos se pueden clasificar por categorías, a saber:
- Términos relativos a la seguridad de la información
- Términos relativos a la gestión
- Términos relativos a los riesgos de seguridad de la información
- Términos relativos a la documentación